# Larreynaga
Larreynaga (noto anche come Malpaisillo) è un comune del Nicaragua facente parte del dipartimento di León.